# セゴビア風仔豚の丸焼き
セゴビア風仔豚の丸焼き（スペイン語: Cochinillo de Segovia）は、2002年にカスティーリャ・イ・レオン州によってブランド保証（Marca de Garantíaに分類されたセゴビア県の料理で、その規制評議会は「セゴビア風仔豚の丸焼き促進協会」（Asociación para la Promoción del Cochinillo de Segovia）である。

## 特徴
この料理は地理的にはセゴビア県にのみ限定されており、動物は保護された乳飲み仔豚の生産に特化した特定の農場で飼育されている。カスティーリャ・イ・レオン州の他の類似の料理と異なるこの料理の特徴は、母豚の食餌の内容、体重が4.5kgから6.5kgであること、そして生後3週間を超えてはいけないことなどがある。仔豚全体がのみが販売されており、外側は白色で内側はピンク色であり、右後肢に "Cochinillo de Segovia" の保証マークをつける必要がある。
この製品は焼きたてと、もっとも有名な伝統多岐な薪のオーブンで焼いたものの2種類の形式で販売されている。この料理の主な提唱者の一人は、ノーベル賞受賞者のビセンテ・アレイクサンドレが「カスティーリャのメソネロ市長」（Mesonero Mayor de Castilla）の称号をつけたセゴビア人のシェフ、カンディド・ロペス・サンスで、彼はこの料理をローマ時代の水道橋に隣接するアソゲホ広場にあるメソン・デ・カンディドで広めた。
もっとも人気のある調理法は、薪オーブンでローストし、背骨から左右に開き、仰向けに置いて調理する。水とバターを入れた土鍋に入れてオーブンに入れ、約3時間の調理が必要である。レストランでは肉の柔らかさを証明するために、ローストをナイフではなく、金属板で切り分けるのが伝統的な方法となっている。